# Susanne Craig
Susanne Craig (Calgary, ...) è una giornalista canadese, vincitrice del Premio Pulitzer che attualmente lavora per il New York Times. Ha lavorato anonimamente sulla dichiarazione dei redditi di Donald Trump del 1995 durante le elezioni presidenziali del 2016. Nel 2018, Craig è stata coautrice di un'indagine del New York Times sulla ricchezza di Donald Trump, dove ha scoperto che il presidente ha ereditato centinaia di milioni di dollari da suo padre, alcuni dei quali attraverso schemi fiscali fraudolenti. È anche nota per la sua copertura della crisi finanziaria del 2007-2008 e il governo e le politiche dello Stato di New York e della città di New York.

## Infanzia e istruzione
Craig è nata a Calgary, in Alberta, Canada, e ha studiato all'Università di Calgary, terminati gli studi nel 1991 ha conseguito un Bachelor of Political Science.

## Carriera
Craig ha iniziato la sua carriera come stagista estiva presso Calgary Herald nel 1990, ed è stata stagista estiva per Windsor Star nel 1991; il suo primo lavoro ufficiale fu quello di reporter per il Windsor Star a Windsor, Ontario.
Inizialmente, Susanne ha scritto un articolo per The Globe and Mail, prima di diventare giornalista nominale nel Wall Street Journal. Nel 2010 ha collaborato con il New York Times, continuando a scrivere per il Wall Street Journal, ed è stata successivamente nominata capo del New York State Government Bureau of Coverage. Nel 2015, Craig ha lasciato Albany per diventare il capo dell'ufficio del municipio di New York.
È vincitrice del National Newspaper Award in Canada (Business - 1999) e ha vinto diversi Gerald Loeb Awards. Inoltre, Susanne Craig ha fatto parte di una squadra di giornalisti che sono diventati finalisti del Premio Pulitzer per gli affari nazionali in relazione alla copertura di Lehman Brothers e al loro ruolo nella crisi finanziaria nel 2008.
Il 1º ottobre 2016 il New York Times ha pubblicato un articolo (con Craig), in cui si affermava che Donald Trump aveva riportato una perdita di 916 milioni di dollari nel 1995, il che gli avrebbe consentito di evitare di pagare le tasse sul reddito per diciotto anni. Nelle successive interviste televisive, Craig ha riconosciuto che era il giornalista che ha ricevuto i documenti fiscali della cassetta postale di Trump nel 1995 da un mittente anonimo.